# Shinji Takehara
Shinji Takehara (竹原 慎二, Takehara Shinji) est un boxeur japonais né le 25 janvier 1972 à Fuchū.

## Carrière
Champion du Japon des poids moyens en 1991 puis champion d'Asie OPBF en 1993, il devient le 19 décembre 1995 champion du monde WBA de la catégorie après sa victoire aux points contre Jorge Fernando Castro. Takehara perd sa ceinture dès le combat suivant face à William Joppy le 24 juin 1996 et met alors un terme à sa carrière.